# Список особо охраняемых природных территорий провинции Нью-Брансуик
Список особо охраняемых природных территорий провинции Нью-Брансуик (Канада).

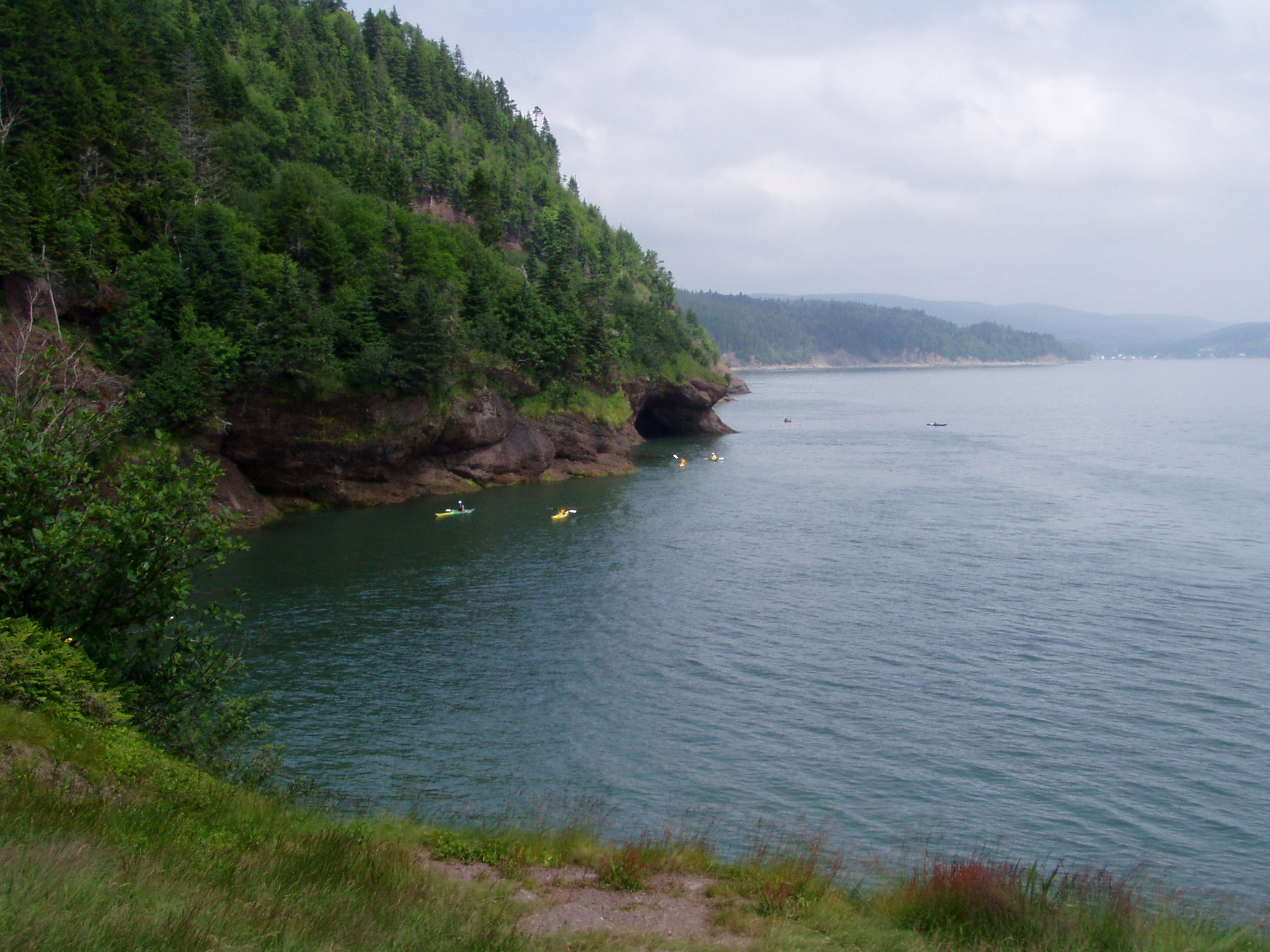
Национальный парк Фанди, Matthews Head

## Национальные парки
- Национальный парк Фанди
- Национальный парк Кучибогвак

## Провинциальные парки
- Парк Les Jardins de la République[англ.] — Эдмунстон
- Бухта Сельди[англ.] (Herring Cove) — Кампобелло
- Парк Mactaquac[англ.] — Mactaquac (около Фредериктона)
- Гора Карлетон[англ.] — Сент-Куэнтин[англ.]
- Муррей Бич[англ.] — Murray Corner
- Парк New River Beach[англ.] — New River Beach (Около Сент-Джона)
- Парк Parlee Beach[англ.] («французский пляж») — Шедьяк
- Парк The Rocks[англ.] — северная часть залива Фанди около мыса Хопвелл[англ.]
- Парк Sugarloaf[англ.] — Кэмпбелтон?!
- Парк Анкоридж[англ.] («якорная стоянка») — Гранд-Манан[англ.]
- Парк Val Comeau[англ.] — Val Comeau
- Бухта Дубов[англ.] — Oak Bay